# Regla de sucesión
En la teoría de probabilidad, la  regla de sucesión es una fórmula desarrollada por Pierre-Simon Laplace en el siglo XVIII al analizar el problema del amanecer.
La fórmula todavía se utiliza, en especial para estimar las probabilidades de eventos que se han observado unas pocas veces o que nunca han sido observados en una muestra finita de datos. Asignar a tales eventos una probabilidad nula violaría la regla de Cromwell, lo cual nunca puede ser justificado de manera estricta en prácticas, aunque a veces debe ser supuesto.

## Enunciado de sucesión
Si repetimos un experimento, uno que sabemos que puede dar como resultado un éxito o un fracaso, n veces independientes y obtenemos s éxitos, entonces, ¿cuál es la probabilidad que en la próxima repetición sea nuevamente un éxito?
Y suponiendo que X1, ..., Xn+1 son variables aleatorias, uniformemente distribuidas en el intervalo [0, 1], condicionalmente independientes, el valor de p están distribuidas según Bernoulli con un valor con valor esperado p, es decir cada una posee una probabilidad p de ser igual a 1 y una probabilidad 1 − p de ser igual a cero 0. Entonces:

{\displaystyle P(X_{n+1}=1\mid X_{1}+\cdots +X_{n}=s)={s+1 \over n+2}.}

## Ejemplo: «La probabilidad de que amanezca mañana»
Llamemos p a la frecuencia a largo plazo de amaneceres visibles, es decir, p es tal que podemos decir que el (100 × p)% de días el sol es visible al amanecer. Naturalmente, antes de ponerse a observar amaneceres, uno no tiene información sobre cuanto podría ser el valor de p. Laplace representó esta ignorancia inicial por medio de una distribución uniforme para el valor de p, es decir, inicialmente dicho valor podía ser cualquier valor p tal que 0 < p < 1. Por lo tanto la probabilidad de que p se encuentre entre el 20% y el 50% es 30%. Lo cual no debe ser interpretado como significando que en el 30% de todos los casos, p se encuentra entre 20% y 50%.